# Knud Ahasverus Becker
Knud Ahasverus Becker (7. september 1681 i Hvalpsund, Farsø færgegård ved Limfjorden – 12. august 1738 ved Bækkeskov) var en dansk godsejer.
Becker var søn af færgemand Ahasverus Becker (ca. 1628-1708) ved Hvalpsund, Farsø, Lovns Sogn. Som dreng kom han i tjeneste hos landstingshører Peder Bering i Viborg, af hvem Becker, der var «ikke lidet skalkagtig», ikke lærte noget godt. Efter at have færdedes mellem forskellige folk kom han, henimod 30 år gammel, i Frederik IV's tjeneste og styrede i en lang årrække som Anna Sophie Reventlows ridefoged Vallø Gods. 1718 fik han titel af vice-landsdommer over Lolland og Falster, hvortil der først 1734 knyttedes funktion som landsdommer. Som godsinspektør lå Becker jævnlig i strid med Køge by og havde et slet rygte for sin hårdhed mod bønderne, og denne hans strenghed blev ikke bedre, efter at han 1729 havde købt Bækkeskov gård og gods i Sydsjælland; han ydede her bevis for den sætning, at herremænd af lav herkomst ofte er de ubarmhjertigste herrer mod deres bønder. Hans hovbønder sammenrottede sig derfor om at myrde ham ved given lejlighed, og da han 12. august 1738 var redet ud til dem i enghaven ved gården og der irettesatte og slog en af dem med sit spanskrør og tog til pistolen, kastede de sig efter aftale over ham og myrdede ham med høtyve, river o. lign. Forbryderne straffedes på livet.
Beckers enke, Helene Marie f. Brumund, født 1706 i København, datter af hofskrædder, kommerceråd Didrik Brumund (ca. 1660-1737) og og Juliane Marie Stracken (død 1755), ægtede siden etatsråd Hans Folsach (1684-1758) til Gjessinggård og døde 22. november 1769 i Randers. Endnu påvises ved Bækkeskov stedet, hvor Becker myrdedes, og i almuens mund lever sagnet endnu om den hårde bondeplager.
Becker er begravet i Everdrup Kirke, hvor der er rejst et epitafium (dog uden portræt).